# 1944 (bài hát)
"1944" là bài hát do ca sĩ người Ukraina Jamala (tiếng Ukraina: Джамала, tiếng Tatar Krym: Camala) sáng tác và trình bày. Đây là tiết mục đại diện cho Ukraina trong cuộc thi Eurovision Song Contest 2016 và đã giàng chiến thắng với 534 điểm, từ đó, ca sĩ Jamala đã chiến thắng chung cuộc.
Bài hát đạt giải có chủ đề về việc người Tatar Krym bị trục xuất và do đó đã bị các phương tiện truyền thông Nga và các nhà lập pháp coi là một lời chỉ trích sự sáp nhập Krym vào Nga vào năm 2014, và "cuộc chiến đang diễn ra giữa Nga và Ukraina" ở Donbass. Một số người Nga kêu gọi tẩy chay phiên bản 2017 sẽ được tổ chức trong chính Ukraina. Thượng nghị sĩ Nga Frants Klintsevich nói "chính chính trị đã đánh bại nghệ thuật".

## Nội dung
Tựa bài hát đề cập đến năm 1944, năm nhà độc tài Liên Xô Iosif Vissarionovich Stalin, sau khi tái chiếm lại bán đảo Krym từ quân đội Đức, đã ra lệnh đày những người thuộc dân tộc Tatar sang Trung Á, vì họ bị cáo buộc đã hợp tác với Đức Quốc xã. Lời bài hát nói về ông bà phía cha của Jamala, người Tatar Krym. Vào ngày 18 tháng 5 năm 1944, bà cố Nasylchan với 5 người con đã bị trục xuất ra khỏi nhà bà ở làng Kuchuk Osen sang Kyrgyzstan. Trong bài hát nó nói về tuổi thơ đã mất tại quê hương và những sự tàn bạo của Liên Xô. Các điệp khúc bao gồm hai dòng bằng tiếng Tatar Krym, cũng đã xuất hiện trong bài hát Ey Guzel Kırım ("Crimea đẹp xinh") được viết năm 1966. Đây là lần đầu tiên tiếng Tatar Krym được nghe tới tại cuộc thi này.

## Danh sách track
| Tải nhạc số | Tải nhạc số | Tải nhạc số |
| STT         | Nhan đề     | Thời lượng  |
| ----------- | ----------- | ----------- |
| 1.          | "1944"      | 3:00        |

## Bảng xếp hạng
| Xếp hạng (2016) | Vị trí cao nhất |
| --------------- | --------------- |
| Ukraina (FDR)   | 6               |
| Nga (TopHit)    | 139             |

## Lịch sử phát hành
| Vùng          | Ngày                | Định dạng   | Nhãn          |
| ------------- | ------------------- | ----------- | ------------- |
| Toàn thế giới | 12 tháng 2 năm 2016 | Tải nhạc số | Enjoy Records |